# Francesco Toldo
Francesco Toldo (ur. 2 grudnia 1971 w Padwie) – włoski piłkarz grający na pozycji bramkarza.
Z reprezentacją Włoch, w której barwach rozegrał 28 meczów, zdobył wicemistrzostwo Europy w 2000 roku. Na Euro 2000 wystąpił tylko dlatego, że kontuzji doznał pierwszy golkiper Gianluigi Buffon. Toldo, zdaniem komentatorów, w pełni wykorzystał swoją szansę, bowiem, szczególnie dzięki występowi w półfinałowym spotkaniu z Holandią, w którym obronił trzy rzuty karne, został uznany za najlepszego bramkarza turnieju. Od lipca 2001 roku był zawodnikiem Interu Mediolan. W sezonie 2008/2009 był drugim bramkarzem Interu. Pierwszym był Brazylijczyk Júlio César. 1 lipca 2010 roku zakończył karierę piłkarską.

## Sukcesy piłkarskie
- Puchar Włoch 1996 i 2000 oraz Superpuchar Włoch 1996 z AC Fiorentiną
- mistrzostwo Włoch 2006, 2007, 2008, 2009 i 2010, wicemistrzostwo Włoch 2003, Puchar Włoch 2005, 2006, Superpuchar Włoch 2005, 2006 i 2008 oraz Puchar Mistrzów 2010 z Interem Mediolan
- Mistrzostwo Europy U-21 1994 z młodzieżową reprezentacją Włoch

W reprezentacji Włoch od 1995 do 2004 roku rozegrał 28 meczów (stan na 27 maja 2006) – wicemistrzostwo Europy 2000 oraz starty w Mundialu 1998 (ćwierćfinał, jako rezerwowy), Mundialu 2002 (druga runda, jako rezerwowy) oraz Euro 1996 (runda grupowa, jako rezerwowy) i Euro 2004 (runda grupowa, jako rezerwowy).